# Alfred Franciszek Seweryn Meissner
Alfred Franciszek Seweryn Meissner (ur. 4 października 1883 w Sławsku Wielkim, powiat strzelneński, zm. 13 kwietnia 1952 w Warszawie) – polski chirurg-stomatolog, twórca nowych metod operacyjnych i narzędzi stomatologicznych, profesor Akademii Stomatologicznej w Warszawie oraz Wydziałów Stomatologicznych Uniwersytetu Łódzkiego i Akademii Medycznej w Łodzi, żołnierz AK i lekarz w powstaniu warszawskim.

## Życiorys

### Dzieciństwo i studia
Był jednym z czternaściorga dzieci Kazimiery z domu Hundt i Wojciecha Meissnera, właściciela folwarków Emmowo (nazwa obowiązująca w latach 1815–1918 w zaborze pruskim, obecnie Rzepiszyn) i Sławsk Wielki, uczestnika powstania styczniowego (1863), do którego przyłączył się wraz z kolegami z gimnazjum. Dziadek Alfreda Meissnera, Andrzej, był uczestnikiem powstania listopadowego (1830). Jego starszymi braćmi byli Mieczysław Meissner i Czesław Meissner.
W latach 1897–1905 Alfred Meissner uczęszczał do poznańskiego Gimnazjum św. Marii Magdaleny. Po otrzymaniu świadectwa dojrzałości rozpoczął studia dentystyczne w Gryfii i we Wrocławiu. Lekarski egzamin państwowy zdał w roku 1908.

### Praca zawodowa przed I wojną światową
Od roku 1909 pracował jako asystent prof. Ottona Walkhoffa w królewskim instytucie dentystycznym w Monachium; tamże w roku 1913 zdał egzamin państwowy, otrzymując tytuł lekarza medycyny. Odbył praktykę chirurgiczną w poliklinice prof. F. Klausnera oraz w szpitalach w Riedlingen i w Poznaniu. W roku 1914 obronił w Instytucie Dentystycznym Uniwersytetu Wrocławskiego pracę doktorską; w czerwcu tegoż roku został w Poznaniu asystentem prof. patologii, K. Winklera.

### Okres I wojny światowej
W latach I wojny światowej Alfred Meissner służył w formacjach sanitarnych wojska bawarskiego (front francuski i włoski). Pracował też, jako porucznik-lekarz (chirurg), w szpitalach wojskowych w Monachium.
Po wybuchu powstania wielkopolskiego (27 grudnia 1918 w Poznaniu) był jego uczestnikiem, początkowo jako kapitan, a następnie major Wojska Polskiego. Pełnił funkcję szefa i naczelnego chirurga szpitala wojskowego w Środzie Wielkopolskiej, gdzie proboszczem był Mieczysław Meissner – założyciel i przywódca „rzeczypospolitej średzkiej” oraz współzałożyciel 1 Kompanii Średzkiej.

### Praca zawodowa w II RP

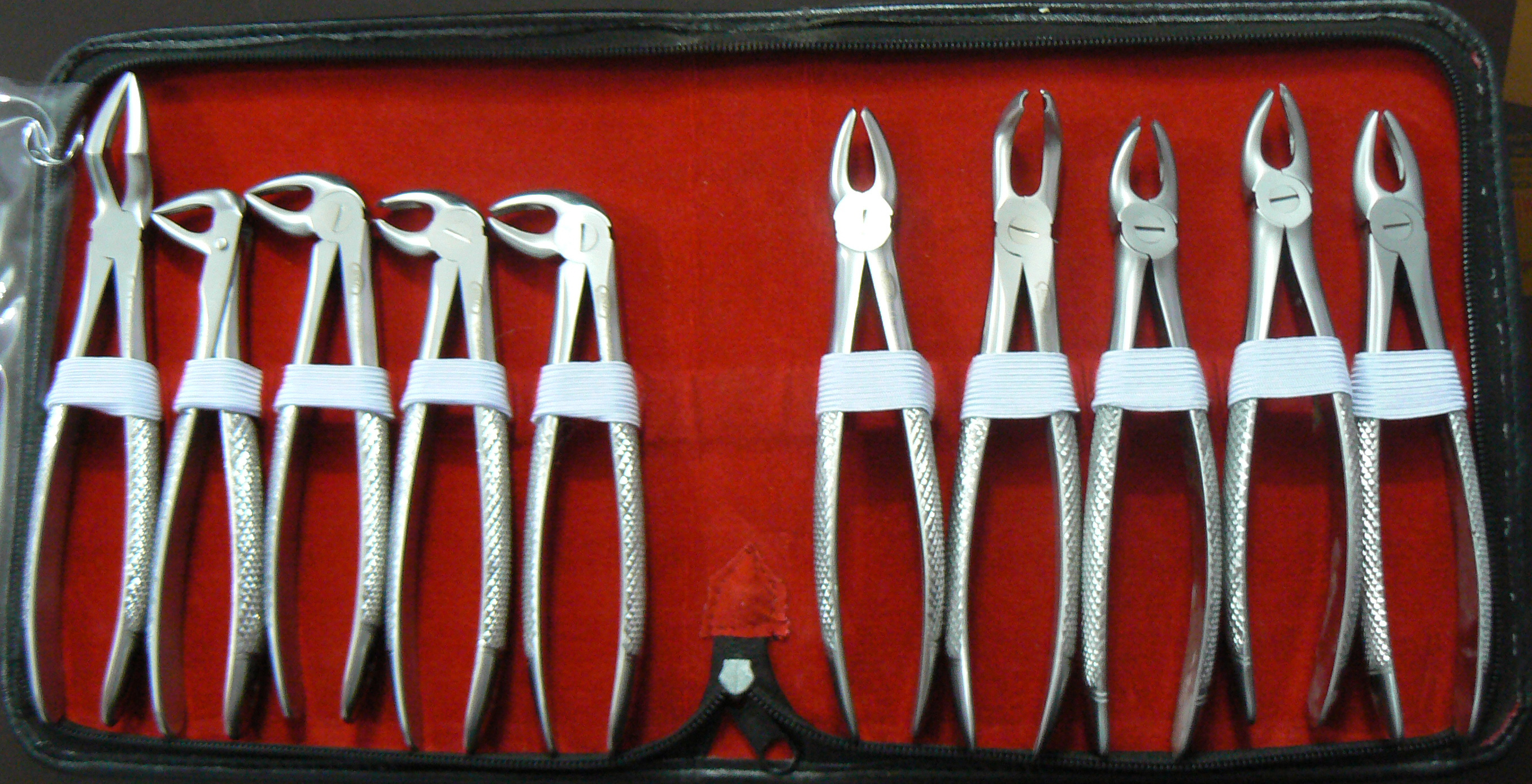
Zestaw kleszczy dentystycznych (nie Meissnerowski)

Po odzyskaniu niepodległości Polski (1919) Alfred Meissner był początkowo szefem i naczelnym chirurgiem Szpitala Sióstr Służebnic Bożego Miłosierdzia w Środzie, a w roku 1920 został referentem dentystycznym w Ministerstwie Spraw Wojskowych.
Stopień doktora habilitowanego w dziedzinie chirurgii szczegółowej otrzymał w roku 1927 na Wydziale Lekarskim Uniwersytetu Warszawskiego, a tytuł profesora nadzwyczajnego chirurgii stomatologicznej w roku 1928 w Państwowym Instytucie Dentystycznym (PID), którego był współzałożycielem. Objął też Katedrę Chirurgii Stomatologicznej w PID. Jako aktywny organizator szkolnictwa medycznego doprowadził do utworzenia w roku 1933 Akademii Stomatologicznej w Warszawie (AS, przekształcenie PID).
W latach 1937–1939 był prorektorem AS, a w roku 1939 został jej rektorem. W pracy klinicznej stosował nowatorskie techniki operacyjne i opracowywał nowe typy narzędzi stomatologicznych, m.in. uznawany za niezwykle uniwersalny typ kleszczy, znany jako „kleszcze meissnerowskie” (1923).

### Okres II wojny światowej
W latach okupacji niemieckiej Alfred Meissner mieszkał w Warszawie (ul. Szopena, Ursynowska, Filtrowa, Aleje Ujazdowskie). Pracował w Lecznicy Związkowej „Omega” (Al. Jerozolimskie 51). Założył też, w roku 1940, przychodnię stomatologiczną – miejsce pracy byłego personelu Akademii Stomatologicznej.
Był wielokrotnie namawiany przez Gestapo, żeby ubiegał się o wpisanie na Reichslistę, lecz odmawiał, co sprawiło, że został umieszczony na liście zakładników zagrożonych rozstrzelaniem. Częsta zmiana zamieszkania była ucieczką przed gestapo. Opiekował się byłymi asystentami Żydami (poszukując dla nich miejsc pracy); w swoim majątku Grzegorzewice pod Warszawą ukrywał spadochroniarzy radzieckich.
Był żołnierzem AK. W lipcu 1944 roku, przed wybuchem powstania warszawskiego, został przydzielony do oddziału „Bakcyl” (Sanitariat Okręgu Warszawskiego AK). Wskazanym miejscem koncentracji przed godziną „W” była ul. Jasna 18. Ponieważ nie udało mu się dotrzeć do tego punktu, zorganizował szpital polowy na 200 łóżek przy ul. Hożej 13 (Śródmieście-Południe), który prowadził do końca powstania.
Po upadku powstania opuścił Warszawę wraz z ludnością cywilną do Pruszkowa. Wydostał się wraz z rodziną z obozu w Pruszkowie pozorując tyfus wśród dzieci. Zamieszkał we wsi Mościska pod Grodziskiem Maz. Podjął pracę w szpitalu w Grodzisku Mazowieckim.

### Okres powojenny
Po zakończeniu wojny został skierowany do Łodzi, gdzie już w styczniu 1945 roku rozpoczęto starania o organizację Uniwersytetu Medycznego. W końcu miesiąca odbyło się spotkanie w hotelu Grand, w którym uczestniczyli m.in. prof. Wincenty Tomaszewicz – intensywnie zabiegający przed wojną o utworzenie w tym mieście uczelni medycznej, prof. Bolesław Wilanowski i inni. W tej grupie znalazł się Alfred Meissner. W roku 1951 prof. Aleksander Pruszczyński – również lekarz powstania warszawskiego, a po wojnie Członek Honorowy Polskiego Towarzystwa Patologów i Doctor honoris causa Akademii Medycznej w Łodzi – tak wspominał wydarzenia z marca 1945 roku:

…garstka szaleńców podejmuje się dzieła, które przerasta ich siły, a mianowicie zaczyna organizować Uniwersytet Łódzki z Wydziałem Lekarskim, Farmaceutycznym i Stomatologicznym. Nie mając do rozporządzenia nic, prócz zrozumienia konieczności dziejowej, zapału własnego i ogromnego zapału młodzieży żądnej wiedzy – rozpoczęli pracę, wymagającą olbrzymich wkładów pieniężnych, odpowiednich gmachów i sił ludzkich.

W sierpniu 1945 roku zostały otwarte trzy wydziały medyczne:
- lekarski; dziekan – prof. Wincenty Tomaszewicz,
- stomatologiczny; dziekan – prof. Alfred Meissner,
- farmaceutyczny, dziekan – prof. Jan Muszyński.

28 lutego 1949 roku Wydział Stomatologiczny rozwiązano (rozporządzenie Ministra Oświaty) tworząc pierwszy w Polsce Oddział Stomatologiczny, włączony do Wydziału Lekarskiego UŁ. Oddział organizowali, wraz z Alfredem Meissnerem, prof. Franciszek Zwierzchowski (prodziekan) i prof. Janina Galasińska-Landsbergerowa. Franciszek Zwierzchowski pisał później:

Te trzy osoby stanowiły w początkach cały Wydział. Przed tą trójką stały niepomiernie ciężkie zadania – niezwłocznego uruchomienia Wydziału i rozpoczęcia pracy naukowej i dydaktycznej. Uczestnicy nie mieli nic: ani odpowiednich środków, ani lokalu, ani książek, ani narzędzi.

Na wydziale utworzono:
- Katedrę i Zakład Protetyki Dentystycznej – dr stom. Janina Galasińska-Landsbergerowa,
- Katedrę Ortodoncji – prof. Halina Kondrat-Wodzicka,
- Katedrę Chirurgii Stomatologicznej – prof. dr med. Alfred Meissner,
- Katedrę Stomatologii Zachowawczej – prof. dr med. i stom. Franciszek Zwierzchowski,

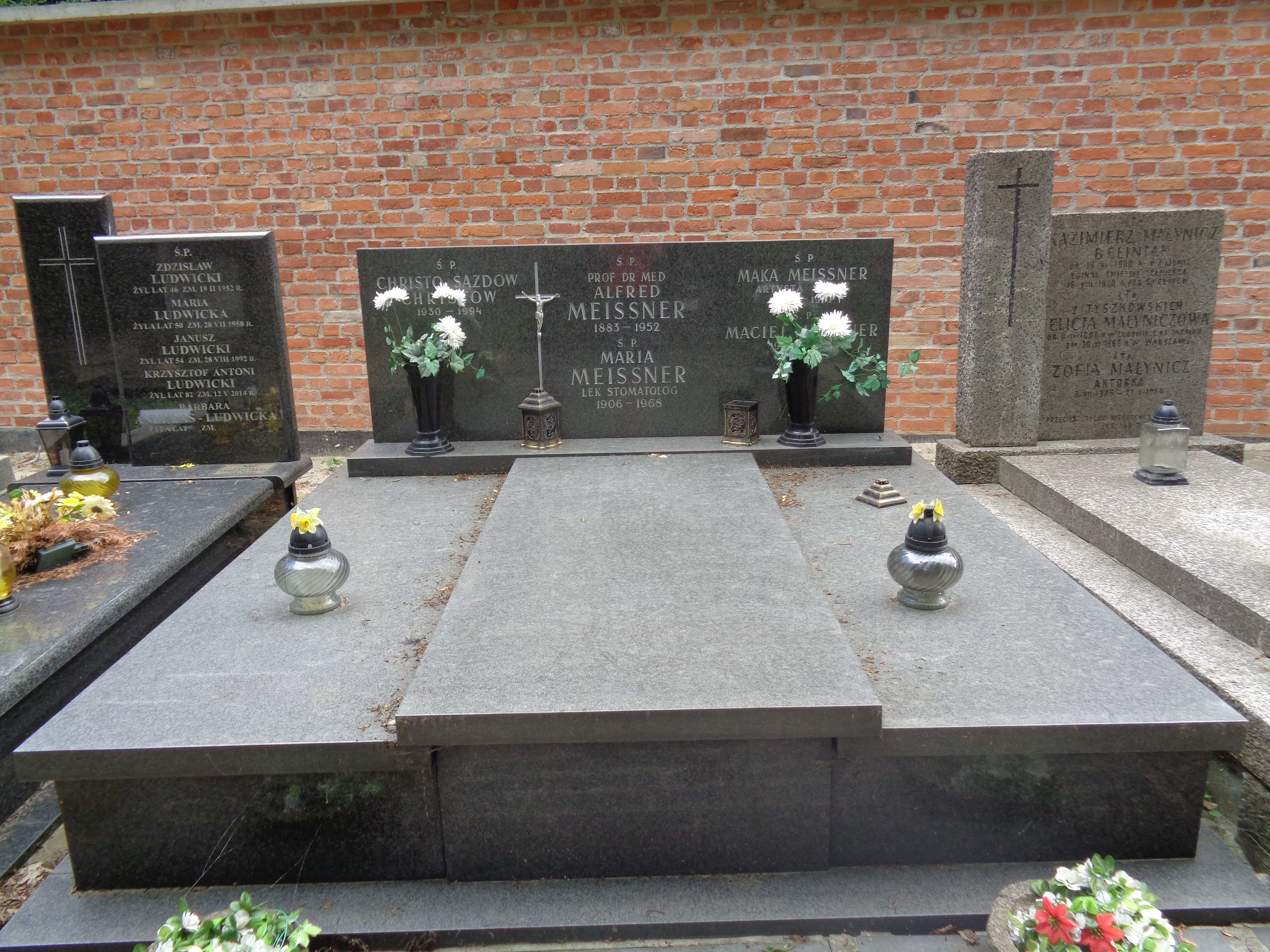
Grób Alfreda Meissnera na cmentarzu Powązkowskim

Jako pierwszy dziekan Alfred Meissner przyjął na I rok studiów około 600 studentów oraz dodatkową grupę na tzw. rok wstępny (kurs przygotowawczy, wyrównanie spowodowanych wojną braków przygotowania kandydatów); wymagało to wielu starań o pozyskanie lokali i wyposażenie pracowni (wykłady odbywały się w salach kin: Polonia, Gdynia, Włókniarz, Bałtyk oraz w łódzkich szpitalach i w siedzibie PZH przy ul. Wodnej).
Jako chirurg szczękowy podejmował się niemal wszystkich zabiegów; był m.in. pionierem w dziedzinie operacyjnego leczenia nowotworów szczęk i twarzy, twórcą nowych metod operacji progenii i rozszczepów podniebienia. Jako pierwszy w Polsce zastosował przeszczepianie tzw. „płata Fiłatowa” w czasie uzupełniania ubytków twarzy (nie wszystkie opracowane techniki chirurgiczne zostały opisane i opublikowane).
Otrzymał tytuł profesora zwyczajnego w roku 1946; był dziekanem do roku 1948, a kierownikiem katedry w latach 1946–1952. Zmarł w Warszawie 13 kwietnia 1952 roku. Spoczywa na cmentarzu Powązkowskim w Warszawie (kw. 188-3-37/38).

## Publikacje
Alfred Meissner jest autorem podręcznika Stomatologia: schorzenia zębów, jamy ustnej i ich leczenie: podręcznik dla lekarzy i studentów, wydanego w roku 1950, oraz ponad 30 innych prac (w języku polskim i w językach obcych), m.in.:
- Der Zahnwechsel in dermoidzysten der Ovarien – praca doktorska (Breslau 1914),
- Plan reformy studiów dentystycznych w Polsce (Warszawa 1923),
- Przyczynek do chirurgicznego leczenia niedorozwoju dolnej szczęki (Warszawa 1924),
- Stanowisko lekarza dentysty w społeczeństwie („Dwumiesięcznik Stomatologiczny”, 1937),

liczne opisy nowych narzędzi stomatologicznych, np.:
- nowego typu kleszczy stomatologicznych – „meissnerowskich” („Kronika Dentystyczna”, 1923, 1925),
- nowego typu dźwigni do usuwania korzeni („Kronika Dentystyczna”, 1924),

oraz opracowanych stomatologicznych technik operacyjnych, np. nowych metod:
- operowania zaburzeń rozwojowych szczęk („Polska Dentystyka”, 1924, 1925),
- faryngoplastyki[h][19] („Polski Przegląd Dentystyczny”, 1933),
- operowania torbieli szczęk („Polska Dentystyka”, 1925),
- leczenia ran postrzałowych szczęki („Dwumiesięcznik Stomatologiczny”, 1935),
- umocowywania protez z użyciem ruchomych dostawek („Polska Dentystyka”, 1923, 1925; „Dwumiesięcznik Stomatologiczny”, 1936).

## Życie osobiste
Ożenił się z Marią Alchimowicz (1906–1968), dentystką. Miał siedmioro dzieci: Hannę Marię (1931–2019), lekarza pulmonologa, Krystynę Jadwigę (1933–2022), Barbarę Kazimierę (ur. 1935), Alfreda Jerzego (1936–2018), chirurga, Macieja Stanisława (1938–1966), Marię Elżbietę (1940–1967) i Ryszarda (ur. 1942).